# Valgoglio
Valgoglio là một đô thị ở tỉnh Bergamo trong vùng Lombardia, có vị trí cách khoảng 80 km về phía đông bắc của Milano và khoảng 35 km về phía đông bắc của Bergamo. Tại thời điểm ngày 31 tháng 12 năm 2004, đô thị này có dân số 614 người và diện tích là 31,8 km².
Valgoglio giáp các đô thị: Ardesio, Branzi, Carona, Gandellino, Gromo.